# 罗尤埃拉
罗尤埃拉，是西班牙阿拉贡自治区特鲁埃尔省的一个市镇。总面积33平方公里，总人口230人（2001年），人口密度7人/平方公里。